# میهای بیرو
میهای بیرو (مجاری: Mihály Bíró؛ ۲۰ ژوئیهٔ ۱۹۱۴ – تاریخ ورودی نامعتبر است) بازیکن فوتبال اهل مجارستان بود.
از باشگاه‌هایی که در آن بازی کرده‌است می‌توان به باشگاه فوتبال فرنتس‌واروش اشاره کرد.
وی همچنین در تیم ملی فوتبال مجارستان بازی کرده‌است.